# Natal'ja Sindeeva
Natal'ja Vladimirovna Sindeeva (in russo Наталья Владимировна Синдеева?; 11 giugno 1971) è una giornalista e imprenditrice russa, fondatrice, principale proprietaria e CEO di Dožd' media holding, che comprende Dožd' TV channel, il settimanale on line Republic.ru e il settimanale Big City. Co-fondatrice e produttrice generale della stazione radio 
Silver Rain, fondatrice dell'anti-premio Silver Galosh, premiata tre volte col "Media Manager of Russia", accademica onoraria dell'Accademia russa della radio..

## Biografia
Natal'ja Vladimirovna Sindeeva è nata a Mičurinsk nella famiglia di un dentista militare. Dall'età di tre anni, Natal'ja fu affidata alle cure dei nonni. Da bambina amava lo sport, si è diplomata in una scuola di danza classica, ha studiato musica e danze popolari. Dopo la scuola ha ricevuto il diploma di "insegnante di classi elementari e matematica" presso l'Istituto pedagogico statale di Mičurinsk (MGPI).

## Carriera
Nel 1992 si è trasferita a Mosca. All'inizio ha lavorato in un'azienda di abbigliamento italiana e a un progetto per uno spettacolo notturno sull'acqua nella piscina Čajka. Lavorando come promotore in una delle mostre, Sindeeva ha incontrato il produttore Pavel Vaščekin e in seguito è diventata il suo assistente personale. A quel tempo, ha stabilito contatti con figure future nel mercato dei media: Sergei Koževnikov, il fondatore del Russian Media Group, il produttore radiofonico Michail Kozyrev, Andrej Wolf  e Otar Kushanashvili. Nel 1993, è passata al canale televisivo 2x2, dove ha lavorato da segretaria a produttrice del programma televisivo Mille e una notte.
Mentre lavorava su 2x2, Sindeeva ha incontrato il suo futuro marito Dmitrij Savickij. La coppia ha iniziato a creare la stazione radio FM Silver Rain. Mentre lavorava alla radio, Sindeeva incontrò un uomo d'affari e ristoratore russo Jamil Asfari, che divenne il suo secondo marito. Nel 2002 la coppia ha avuto un figlio, Luca.
Nel 2005, in una partita della squadra di calcio del Chelsea, Sindeeva ha incontrato il banchiere Alexander Vinokurov, che era allora il capo della banca d'investimento KIT Finance. Nel 2006 si è laureata alla Stockholm School of Economics Russia, corso di "business development Entrepreneur Essential 4". Nel 2006 Sindeeva e Vinokurov si sono sposati e nel 2009 è nata la loro figlia Alexandra. Insieme a Vinokurov, che divenne il principale investitore, Sindeeva creò la holding mediatica Dožd'.

### Silver Rain (1995–2009)
Insieme al suo primo marito, Dmitrij Savickij, Sindeeva ha creato la stazione radio FM Silver Rain. La prima trasmissione ebbe luogo nel 1995. Savickij divenne il direttore generale e Sindeeva la produttrice generale della stazione e l'organizzatrice dell'anti-premio per risultati dubbi Silver Galosh. Molti giornalisti sono stati portati a lavorare presso la stazione radiofonica. Inoltre, Silver Rain ha ottenuto un pubblico tramite Internet; il concetto di "musica non-stop" è stato introdotto da Sindeeva.
Dal 2002 al 2009, Natal'ja è stata direttrice commerciale di Silver Rain, pur mantenendo la posizione di produttrice generale. Dopo aver lasciato la stazione radio, ne è rimasta la comproprietaria.

### Dožd' media holding (2007-presente)
Dal 2007, Natal'ja Sindeeva ha sviluppato la holding mediatica Dožd', che include il canale omonimo, la pubblicazione Republic.ru e la rivista Big City. Aleksandr Vinokurov è un investitore in tutti e tre i progetti, ma legalmente Sindeeva possiede da sola l'Elephant e la Big City; nel canale Dožd' ha il 95% (un altro 5% per Vera Kričevskaja). L'esatto investimento nella holding non è stato reso noto, ma entro la metà del 2013, secondo alcune stime, l'investimento totale nel solo canale avrebbe potuto raggiungere i 40 milioni di dollari.
Nel 2012, il fatturato totale della holding è stato di 433 milioni di rubli, secondo gli standard contabili russi. Il canale televisivo rappresentava quasi il 66% 285 milioni di rubli), il portale Slon.ru (creato nel 2009) il 20%, il resto - la rivista e il sito web Bolshoi Gorod (acquisito nel 2010). Nessuna risorsa porta profitto operativo. Nel giugno 2014 sono stati annunciati i piani per unire tutti i progetti in un'unica holding e portarla a un'IPO alla Borsa di Mosca. 

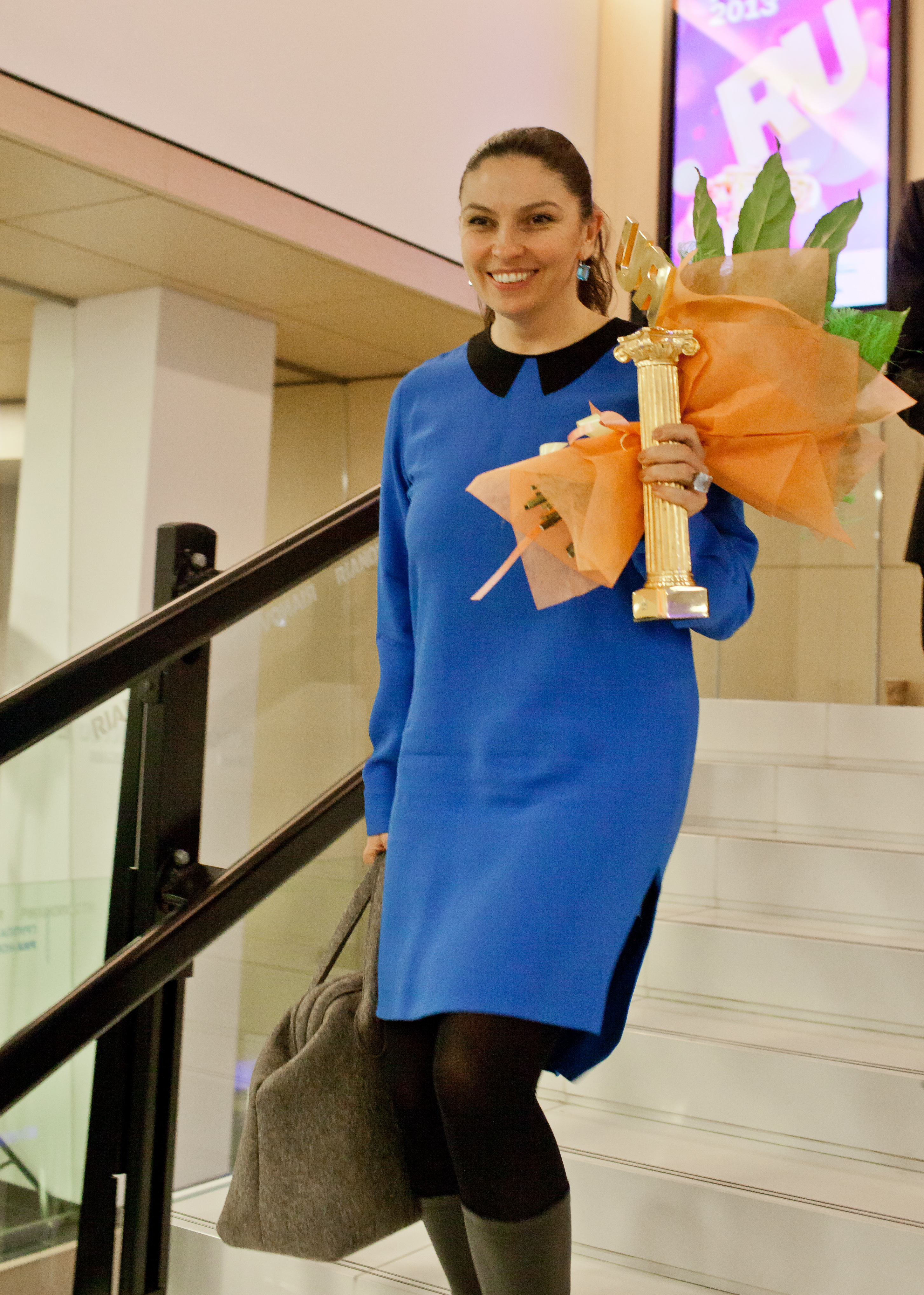
Natal'ja Sindeeva durante la cerimonia del Premio Runet 2013

Dožd' è diventato il canale televisivo indipendente più influente in Russia, sempre sotto la pressione delle autorità statali. È stato dichiarato "agente straniero" nel 2021. In seguito alla repressione a livello nazionale dei media indipendenti nel paese in occasione dell'invasione russa dell'Ucraina nel 2022, il canale è stato bloccato da Roskomnadzor. Sindeeva ha annunciato in onda il 3 marzo che la trasmissione in corso sarebbe stata l'ultima per il momento. Il giorno successivo, nel Parlamento russo è stata approvata una legge contro le "fake news" (intese a criminalizzare i commenti provenienti da media indipendenti).
Un documentario, F@ck This Job, sulla storia di Dožd'/TV Rain in 12 anni e sul coinvolgimento di Sindeeva nella stazione, è stato diretto da Kričevskaja e uscito nel 2021.
Nel giugno 2022, dopo aver trasferito la sede a Riga,  ha ottenuto in Lettonia una licenza di trasmissione. Il canale, è stato annunciato su Twitter, avrebbe trasmesso non solo dalla capitale lettone, Riga, ma anche da diversi studi nei Paesi Bassi, in Francia e in Georgia.

## Vita privata
È stata sposata tre volte e ha due figli, Luka, e Aleksandra. Sindeeva è un'appassionata ballerina di tango.
Il 2 febbraio 2020, Sindeeva ha annunciato in onda del suo stesso programma che le era stato diagnosticato un cancro al seno.

## Premi
Nel 2004, Sindeeva ha vinto il premio Media Manager of Russia nella categoria Radio "per approcci innovativi e non standard alle campagne promozionali off-air della stazione".
Nel 2016, Sindeeva ha vinto il Premio del Gruppo Helsinki di Mosca per la protezione dei diritti umani.